# Schangatas
Schangatas (kasachisch Жаңатас; russisch Жанатас Schanatas) ist eine Kleinstadt im Süden Kasachstans und der Verwaltungssitz des Bezirks Sarysu im Gebiet Schambyl.

## Geschichte
Die Entwicklung von Schangatas ist eng verbunden mit dem Abbau von Phosphorit im Qaratau-Becken. Mit dem Beginn des Abbaus wurde 1964 ein Arbeiterdorf gegründet. Der Bergau in der Region wurde mit der Zeit immer weiter intensiviert, wodurch auch das Arbeiterdorf wuchs. 1969 wurde der Siedlung das Stadtrecht verliehen und in Schangatas (kasachisch für Neuer Stein) umbenannt. Innerhalb weniger Jahre entstanden neue Wohngebäude und der Bergbaubetrieb wurde immer größer. 1989 lebten bereits 53.000 Menschen in der Stadt.
Der Zusammenbruch der Sowjetunion und die wirtschaftlichen Veränderungen in Kasachstan führten dazu, dass der Bergbaubetrieb in Schangatas in große Schwierigkeiten geriet. In den frühen 1990ern wurde der Hauptbetrieb im Bergbau der Stadt geschlossen. Dies führte dazu, dass ein Großteil der Bevölkerung in andere Städte abwanderte, um Arbeit zu finden. Dies führte dazu, dass ganze Wohnblöcke verlassen waren und mit der Zeit verfielen; einige von ihnen wurden mit der Zeit abgerissen. In den letzten Jahren wurden mehrere hundert verlassene Gebäude in der Stadt abgerissen. Am südlichen Ortseingang wurde mit dem neunten Mikrobezirk ein kompletter Stadtbezirk abgerissen.

## Bevölkerung
In der Stadt leben rund 25.00 Einwohner.
| Einwohnerentwicklung               | Einwohnerentwicklung | Einwohnerentwicklung | Einwohnerentwicklung | Einwohnerentwicklung | Einwohnerentwicklung |
| 1970                               | 1979                 | 1989                 | 1999                 | 2009                 | 2021                 |
| ---------------------------------- | -------------------- | -------------------- | -------------------- | -------------------- | -------------------- |
| 11.480                             | 30.097               | 53.401               | 25.927               | 20.731               | 25.018               |
| Anmerkung: Volkszählungsergebnisse |                      |                      |                      |                      |                      |

## Wirtschaft
In der Umgebung von Schangatas wird Phosphorit abgebaut. Das Unternehmen Kazphosphate unterhält einen Bergbaubetrieb zur Gewinnung und Verarbeitung von Phosphorit. Seit 2013 baut auch der russische Konzern EuroChem in Schangatas Phosphorit ab. EuroChem investierte mehrere hundert Millionen US-Dollar in den Aufbau einer Anlage zur Herstellung von Mineraldünger und die Entwicklung des Phosphatgesteinbeckens Qaratau. Neun Kilometer südlich der Stadt wird seit Juli 2019 ein Windpark gebaut. Mit einer Leistung von 100 MW soll hier bis Mitte 2020 der größte Windpark Zentralasiens entstehen.

## Verkehr
Im Bahnhof der Stadt endet eine 177 km lange Zweigstrecke der Turkestan-Sibirische Eisenbahn (Turksib) aus Taras über Qaratau.

## Söhne und Töchter der Stadt
- Olga Kolb (* 1976), deutsche Schauspielerin